# Sarsiflustra japonica
Sarsiflustra japonica är en mossdjursart som beskrevs av Silén 1938. Sarsiflustra japonica ingår i släktet Sarsiflustra och familjen Flustridae. Inga underarter finns listade i Catalogue of Life.